# Alex van der Hulst
Alex van der Hulst (Nijmegen, 18 juni 1977) is een Nederlands journalist en schrijver. 
Van der Hulst schrijft als freelancer voor onder andere NRC Handelsblad, Algemeen Dagblad en OOR. Hij begon als redacteur bij universiteitsmagazine Vox en ging daarna als freelancer werken voor onder andere Nieuwe Revu, De Groene Amsterdammer, De Pers en De Gelderlander. Hij schrijft over popmuziek, wielrennen, nieuws en loopbaan.
Hij schreef boeken over Doornroosje (Nijmegen), The Bips, wielrennen en het leven als zzp'er. 
Sinds april 2017 is hij samen met Hanneke Hendrix en Nynke de Jong host van de podcast Ik ken iemand die.